# Rhantus vicinus
Rhantus vicinus är en skalbaggsart som först beskrevs av Aubé 1838.  Rhantus vicinus ingår i släktet Rhantus och familjen dykare. Inga underarter finns listade i Catalogue of Life.